# Universidad de Alabama en Birmingham
La Universidad de Alabama en Birmingham (UAB) es una universidad pública de investigación en Birmingham, Alabama. Fundada en 1969 en el Sistema de la Universidad de Alabama, la UAB ha crecido hasta convertirse en el mayor empleador del estado, con más de 24.200 profesores y personal y más de 53.000 puestos de trabajo en la universidad. La universidad está clasificada entre "R1: Universidades de Doctorado - Muy alta actividad investigadora". 
La UAB ofrece 140 programas de estudio en 12 divisiones académicas que conducen a títulos de licenciatura, maestría, doctorado y profesionales.  En el otoño de 2020, la UAB matriculó a 22.563 estudiantes de más de 110 países.  El Sistema de Salud de la UAB, uno de los centros médicos académicos más grandes de los Estados Unidos, está afiliado a la UAB.

## Historia
En 1936, en respuesta al rápido crecimiento del área metropolitana de Birmingham y la necesidad de que la población tuviera acceso a una educación universitaria, la Universidad de Alabama estableció el Centro de Extensión de Birmingham.  El centro funcionaba en una casa antigua en el centro de Birmingham en 2131 6th Avenue North y tenía inscritos a 116 estudiantes. En 1945, la recién creada Facultad de Medicina de cuatro años de duración de la UA se trasladó de Tuscaloosa a Birmingham y asumió la gestión de los hospitales Jefferson y Hillman. En 1957 la matrícula en el centro de extensión ascendía a 1.856. En 1959, las subvenciones para investigación, formación y becas superaron el millón de dólares y se inició la construcción de un nuevo Hospital Infantil.
En la década de 1960, se hizo evidente que el centro de extensión se estaba convirtiendo en una universidad por derecho propio. En 1962 se construyó un edificio de ingeniería cerca del centro médico. En septiembre de 1966, el Centro de Extensión pasó a llamarse Facultad de Estudios Generales y se elevó a un programa completo de cuatro años. Ese noviembre, la Facultad de Estudios Generales y la Facultad de Medicina se fusionaron en la Universidad de Alabama en Birmingham, con el Dr. Joseph Volker como "vicepresidente de Asuntos de Birmingham", lo que refleja que todavía se la trataba como un departamento externo de la universidad principal. campus en Tuscaloosa. En 1967 se creó un Consejo Asesor de la UAB. En 1969, la legislatura creó el Sistema de la Universidad de Alabama . La UAB se convirtió en una de las tres instituciones de cuatro años dentro del nuevo sistema, que también incluía a la UA y la Universidad de Alabama en Huntsville (UAH) en Huntsville. Volker se convirtió en el primer presidente de la UAB. 

## Instalaciones

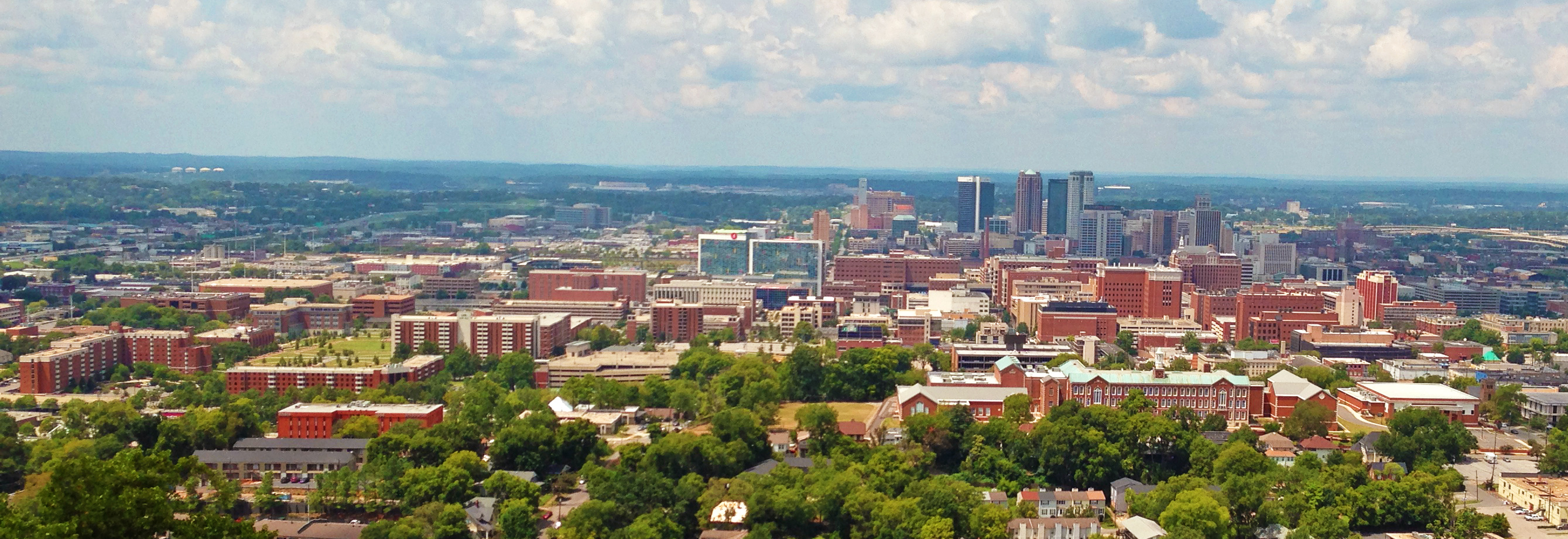
Campus de la UAB y centro de Birmingham.

UAB está ubicada en el vecindario Southside del centro de Birmingham y ocupa más de 100 cuadras de la ciudad. 

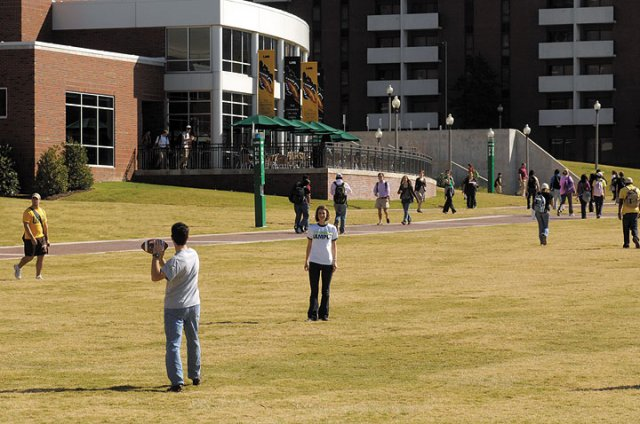
Estudiantes relajándose en Campus Green.

## Organización y administración
La UAB está regida por el Patronato de la Universidad de Alabama y encabezada por el Canciller de la Universidad de Alabama. La junta es autoproclamada y está compuesta por 15 miembros electos y dos miembros exofficio. Los miembros de la junta son confirmados por el Senado del estado de Alabama. 
El presidente de la Universidad de Alabama en Birmingham y es designado por el rector. El presidente también preside el consejo del Sistema de Salud de la UAB.  Richard Marchase fue nombrado presidente interino el 21 de agosto de 2012, tras la jubilación de Carol Garrison.     En febrero de 2013, Ray L. Watts se convirtió en el séptimo presidente de la UAB. 

### Colegios
La UAB está compuesta por una facultad, nueve escuelas y la Escuela de Graduados. Estas divisiones ofrecen 56 programas de licenciatura, 59 programas de maestría y 40 programas de doctorado. 

### Dotación
La dotación de la UAB ascendió a 711,6 millones de dólares en 2021.  La UAB recibió más de 715 millones de dólares en becas de investigación y premios externos para el año fiscal 2022. 

## Académica
La UAB es una gran universidad de investigación de cuatro años y está clasificada entre "R1: Universidades de Doctorado - Muy alta actividad investigadora".  La UAB está acreditada por la Asociación de Colegios y Escuelas del Sur desde 1970, según el Departamento de Educación de Estados Unidos .  En el curso escolar 2016-2017, la UAB otorgó un total de 2.384 títulos de licenciatura; 1.795 maestrías, 33 especialidades educativas; 125 doctorados en investigación; y 391 doctorados profesionales. 

### Perfil de estudiante
En el semestre de otoño de 2018, el cuerpo estudiantil de la UAB estaba formado por 13.836 estudiantes universitarios, 6.933 estudiantes de posgrado y 1.154 estudiantes de doctorado profesionales de los 67 condados de Alabama, los 50 estados y más de 110 países extranjeros.  El cuerpo estudiantil de pregrado era 56% blanco no hispano, 26% negro/afroamericano, 6% asiático, 5% de dos o más razas, 3% hispano y 3% internacional. 

### Profesores y personal
La UAB tiene más de 3.000 profesores.  Ocho profesores de la UAB han sido elegidos para el Instituto Nacional de Medicina .  La ratio alumnos-profesorado en la UAB es de 18:1.

### Biblioteca
La UAB cuenta con ocho bibliotecas. 

### Clasificaciones
En la clasificación de 2022 de US News & World Report, la UAB quedó empatada en el puesto 137.ª mejor universidad nacional y empatada en el puesto 64.ª mejor universidad pública. 

## Vida de estudiante
En el campus de la UAB hay más de 300 organizaciones estudiantiles. Alrededor del seis por ciento de los hombres universitarios y el ocho por ciento de las mujeres universitarias participan activamente en el sistema griego de la UAB.  Los estudiantes de la UAB también dirigen medios de comunicación, incluido un periódico semanal, una estación de radio y una revista semestral.  La escuela también tiene un programa intramuros. 

## Atletismo

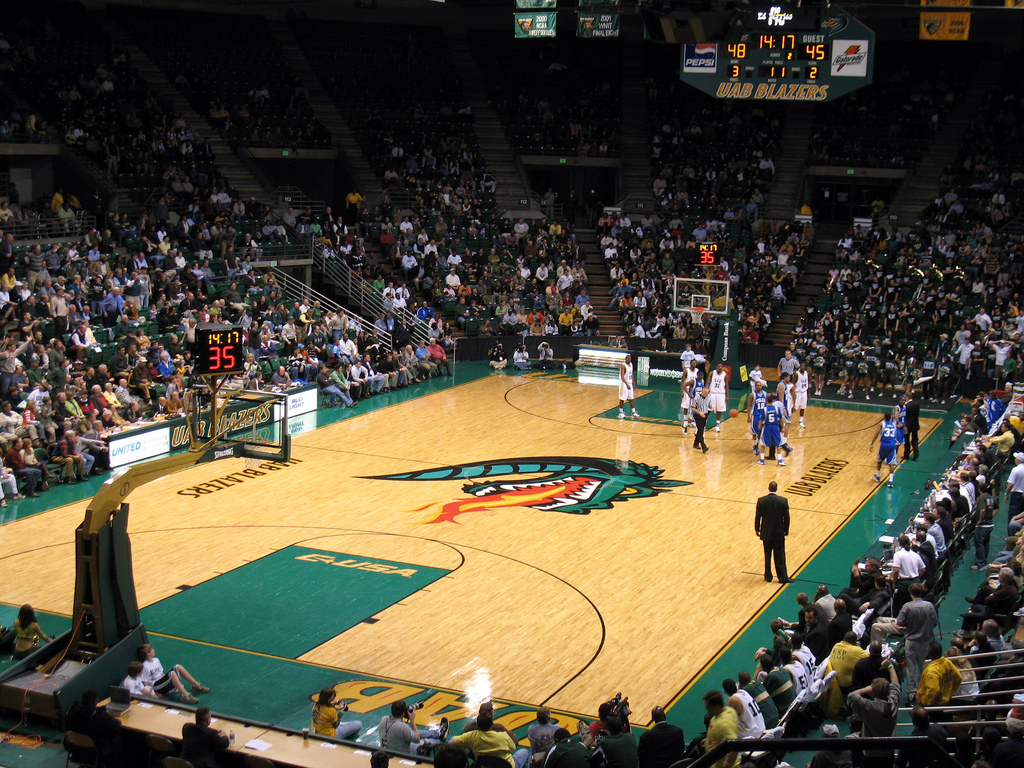
Baloncesto masculino UAB Blazers contra Tulsa en Bartow Arena

Los equipos deportivos de la UAB se conocen como los Blazers. Los colores deportivos de la escuela son el verde bosque y el oro viejo.  La escuela participa actualmente en la División I de la NCAA, como miembro de la Conferencia Atlética Americana.  El equipo de baloncesto masculino, dirigido por Andy Kennedy, juega en el Bartow Arena.
La escuela inició su programa deportivo interuniversitario en 1978.  El programa fue inaugurado con baloncesto masculino por Gene Bartow. Bartow se desempeñó como entrenador en jefe de baloncesto y director atlético de la escuela durante 18 años. Bartow llevó a la UAB al Torneo de la NCAA siete veces. Bartow se retiró del entrenamiento en 1996. Al año siguiente, la UAB cambió el nombre de su sede de baloncesto de UAB Arena a Bartow Arena en su honor.
El golfista profesional Graeme McDowell, ganador del US Open 2010, jugó para la UAB de 1998 a 2002. 
En diciembre de 2014, la universidad anunció que los programas de fútbol, bolos y rifle se eliminarían al final del año académico 2014-2015, citando el aumento de los costos operativos.  Esta decisión fue posteriormente revocada y los programas fueron restablecidos. 